# Brian Friedman
Brian L. Friedman (* 28. května 1977, Chicago, Illinois,Spojené státy americké) je americký tanečník a choreograf. Vytvořil choreografie pro umělce jako Britney Spears, Cher, Beyoncé Knowles a Mariah Carey, stejně tak jako pro televizní a filmové produkce. Je uměleckým vedoucím soutěží The X Factor (Velká Británie), The X Factor (USA) a Amerika hledá talent.

## Životopis
Brian se narodil v Highland Parku v Illinois. Je žid. V 11 letech začal tančit ve městě Scottsdale v Arizoně a ojbevil se v několika tanečních show včetně Nesies a Kids Incorporated. V 16 letech založil vlastní taneční studio. Trénoval pod Joem Tremainem, Kennym Ortegou, Vincem Pattersonem a Twylou Tharp. Jako tanečník spolupracoval s Michaelem Jacksonem, Paulou Abdul, Celine Dion, Melissou Etheridge, Salt N Pepou a Patti LaBelle. Byl kreditován za choreografie filmů jako Charlieho andílci a Charlieho andílci: Na plný pecky.
Byl součástí pěvecké skupiny Blessed With Souls, společně s Brittany Murphy, ale skupinu opustil, aby se mohl věnovat taneční kariéře. Brian také vlastnil taneční studio své matky Judi Friedman The Dance Source, které bylo uzavřeno v roce 2000, aby se mohl na plno věnovat choreografii.

## Kariéra

### Choreografie
Brian dělal choreografie k několika videoklipům a hudebním vystoupením, jako například k písničkám Britney Spears a její koncertní show The Dream Within a Dream Tour a Onyx Hotel Tour . Dále spolupracoval s Mýa, Princem a *NSYNC. Brian také dělal choreografie k několika televizním show jako Will a Grace, Pozdní show Davida Lettermana a Billboard Music Awards.

### Televize
Brian se objevil jako porotce a choreograf v soutěži Umíte tančit?. Po druhé sérii mu Simon Cowell nabídl smlouvu na roli porotce do show Grease Is The World, po boku Sinitty, Davida Iana a Davida Gesta. Show měla pouze jednu sérii. V roce 2007 se stal porotcem soutěže The X Factor, ale později byl nahrazen Louisem Walshem a stal se uměleckým vedoucím soutěže. Soutěž opustil v roce 2010, kdy se pouze přesunul do její americké verze. Sloužil jako porotce v soutěži stanice MTV Top Pop Ggroup a režíroval, tančil a pracoval jako choreograf v soutěži Tančím s hvězdou. V roce 2012 se vrátil do Británie kvůli deváté série The X Factoru. Po sérii se vrátil pracovat na druhé sérii americké verze The X Factoru.
Vytvořil pódiovou choreografii pro irské pop duo Jedward a jejich vystoupení na Eurovision Song Contest v roce 2011.

## Ocenění
Byl nominován na čtyři ceny MTV Video Music Awards, 2 ceny Music Video Production Awards a 5 cen American Choreography Awards.